# Gevonden voorwerp

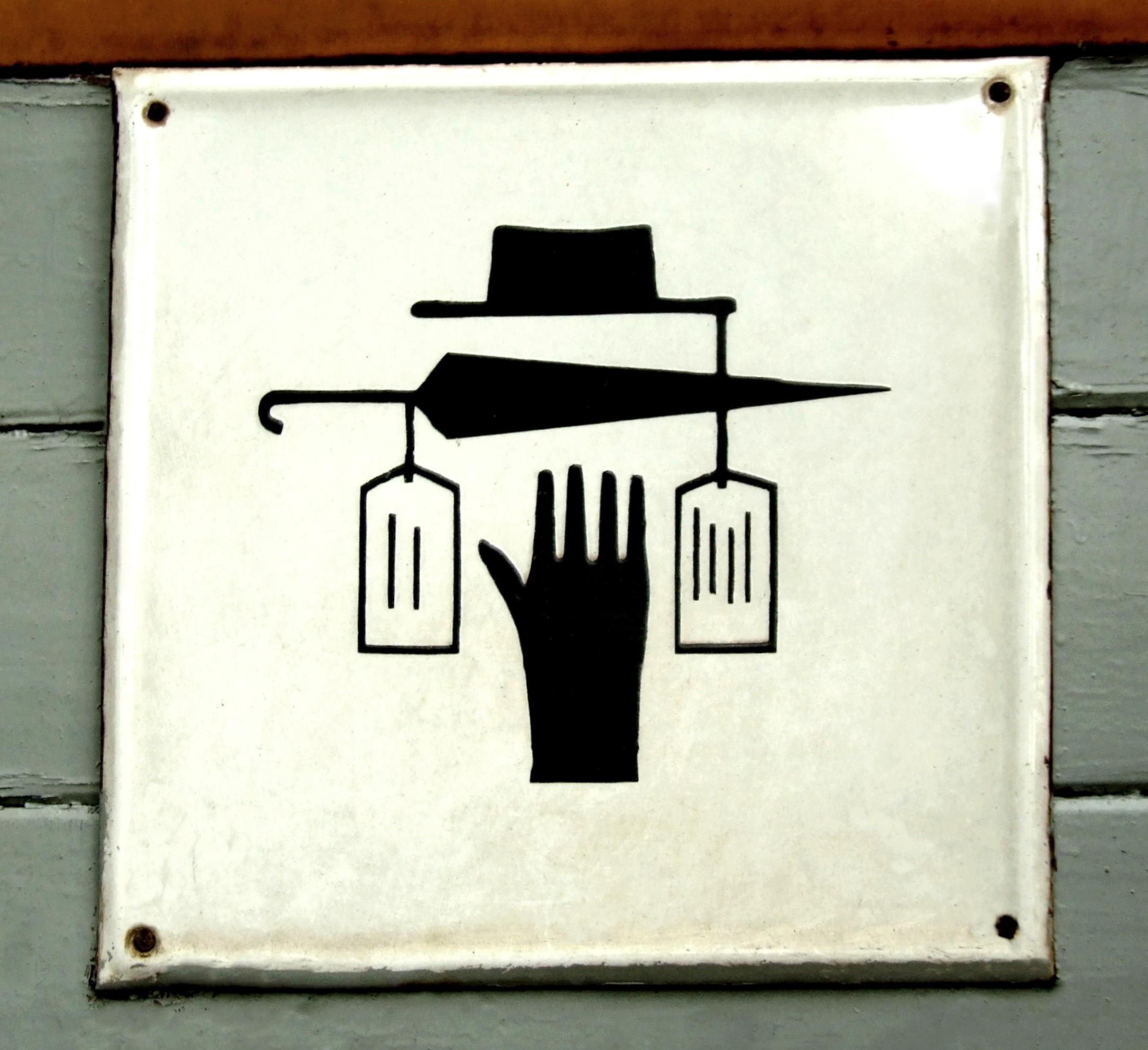
Bureau gevonden voorwerpen op een Pools station

Gevonden voorwerpen is een verzamelterm voor zaken die het eigendom of persoonlijk bezit van iemand anders zijn en na verlies door anderen zijn teruggevonden. Het begrip wordt vaak gebruikt voor een afdeling of dienst waar zulke voorwerpen worden verzameld. Veel grote steden, vliegvelden en openbaarvervoerbedrijven hebben een afdeling voor gevonden voorwerpen.

## Wetgeving in België
De wet van 30 december 1975 betreffende de goederen, buiten particuliere eigendommen gevonden of op de openbare weg geplaatst ter uitvoering van vonnissen tot uitzetting, gewijzigd bij de wetten van 30 november 1998 en 8 mei 2013, werd opgeheven door wet van 04-02-2020 gepubliceerd op 17-03-2020 inwerkingtreding 01-09-2021. Het Burgerlijk Wetboek met wet van 04-02-2020 heeft het in artikel 3.58 over verplichtingen bij gevonden zaken, artikel 3.59 omtrent oorspronkelijke eigendomsverkrijging bij gevonden zaken en in artikel 3.60 aangaande niet-opgehaalde zaken.

### Gevonden zaken: verplichtingen
De vinder van een roerende zaak moet redelijke pogingen ondernemen om de eigenaar terug te vinden. Vindt hij deze niet, dan moet hij daarvan uiterlijk binnen zeven dagen na de vondst aangifte doen bij een gemeente van zijn keuze, die deze in het daartoe bestemde register laat opnemen en, indien zij de eigenaar kent, deze binnen een maand na ontvangst van de aangifte per aangetekende zending uitnodigt om deze zaak of haar opbrengst te komen ophalen. Indien de zaak in andermans eigendom wordt gevonden, moet de vinder hiervan binnen dezelfde termijn de eigenaar per aangetekende zending inlichten.
Deze verplichtingen voor de vinder en de gemeente gelden niet voor zaken die buiten een woning zijn geplaatst om te worden opgehaald of op een vuilnisbelt te worden geworpen. Ze zijn daarentegen wel van toepassing op de goederen die de gemeente heeft moeten wegnemen om reden van veiligheid of het gemak van doorgang alsmede op de goederen die op de openbare weg geplaatst zijn ter uitvoering van vonnissen tot uitzetting.
De vinder kan zelf de zaak bewaren dan wel deze laten bewaren door de gemeente. Naargelang het geval is de vinder of de gemeente aansprakelijk voor de bewaring van de zaken die zij hebben ontvangen of weggehaald, overeenkomstig de bepalingen van de bewaargeving uit noodzaak.
In geval de gemeente van bewaring niet die is waar de zaak werd gevonden, deelt haar bestuur de vondst onverwijld mede aan deze laatste gemeente, welke hiervan in het daartoe bestemde register op neemt.
Indien zes maanden sinds de vondst verstreken zijn, kan, naargelang het geval, de vinder dan wel de gemeente te goeder trouw en op een economisch verantwoorde wijze beschikken over de zaak. In twee gevallen wordt van die termijn afgeweken:
1. de vinder of de gemeente mag, zonder het verstrijken van die termijn af te wachten, beschikken over de zaken die vatbaar zijn voor bederf, die onderhevig zijn aan snelle waardevermindering of schade�lijk zijn voor de openbare hygiëne, gezondheid of veiligheid;
2. de verplichte bewaartermijn voor fietsen is drie maanden.

In geval van verkoop wordt de opbrengst ter beschikking van de eigenaar of van zijn rechtverkrijgenden gehouden tot het verstrijken van de termijn die nodig is voor de verkrijging.

### Gevonden zaken: oorspronkelijke eigendomsverkrijging
De gevonden zaak blijft toebehoren aan zijn oorspronkelijke eigenaar. De eigenaar kan de zaak, dan wel de opbrengst ervan, terugvorderen uit handen van de vinder of de gemeente. Hij is verplicht de redelijke kosten van bewaring, behoud en opsporing te vergoeden. De vinder of gemeente heeft een retentierecht zolang deze verplichting niet is nagekomen.
Indien de nodige verplichtingen zijn nagekomen, wordt de vinder of de gemeente aan wie de zaak is afgegeven, van deze zaak slechts eigenaar vijf jaar na de opname in het register van de gemeente waar de aangifte is gebeurd voor zover de oorspronkelijke eigenaar zich niet kenbaar heeft gemaakt.
Heeft de gevonden roerende zaak geen eigenaar, dan verkrijgt hij die deze in bezit neemt en de nodige verplichtingen is nagekomen, daarvan onmiddellijk de eigendom.
Indien de eigenaar van een goed hierin een verborgen zaak vindt die geen eigenaar heeft, wordt hij hiervan eigenaar voor zover hij de nodige verplichtingen is nagekomen.
Heeft een verborgen zaak geen eigenaar en wordt deze in andermans goed gevonden, dan behoort de zaak voor de helft toe aan de vinder die een persoonlijk of zakelijk gebruiksrecht heeft en deze toevallig vindt, voor zover hij de nodige verplichtingen is nagekomen. De zaak behoort dan voor de andere helft toe aan de eigenaar van het goed waarin deze zaak gevonden wordt.
De vinder die geen eigenaar wordt en aan de op hem rustende verplichtingen heeft voldaan, heeft naar omstandigheden recht op een redelijke beloning vanwege de eigenaar.

### Niet-opgehaalde zaken
Indien een eigenaar of een niet-eigenaar zaken toevertrouwt aan een detentor om te worden bewaard, bewerkt, hersteld of gereinigd, en deze zaken worden niet teruggenomen, dan verzoekt de detentor de eigenaar daartoe bij middel van een aangetekende zending, gericht tot de laatste bekende woonplaats.
Na verloop van een jaar te rekenen van de dag van deze aangetekende zending, kan de detentor de zaken doen verkopen onder bepaalde voorwaarden.
De opbrengst van de verkoop wordt overgemaakt aan de detentor. Na aftrek van het bedrag van zijn schuldvordering, keert hij het eventuele saldo uit aan de eigenaar of stort het, wanneer diens woon- of verblijfplaats onbekend is, op een afzonderlijke rekening met vermelding van de naam van de eigenaar. Dat laatste bedrag vervalt, in hoofdsom en interesten, van rechtswege aan de Schatkist na vijf jaar, tenzij dat bedrag, binnen die termijn, door de eigenaar wordt gevorderd.

## Wetgeving in Nederland
In Boek 5 van het Nederlands Burgerlijk Wetboek wordt exact beschreven welke plichten vinders hebben als ze een voorwerp (inclusief huisdieren) vinden. Tevens is vastgesteld wie de uitvoerende verantwoordelijkheid heeft. Deze ligt te allen tijde bij de gemeente, hoewel soms de politie wordt ingeschakeld voor het afgeven van gevonden voorwerpen. De digitale overheid maakt dit proces beter mogelijk met online aangifteformulieren en/of door samenwerking met andere partijen.

### Aangifte van verlies
Als een persoonlijke zoektocht niets heeft opgeleverd of niet haalbaar kan aangifte gedaan worden. Veel gemeentes bieden een elektronisch aangifteformulier. Sinds 1 januari 2013 behoren gevonden voorwerpen niet meer tot de taak van de politie. Bij de Nederlandse Spoorwegen worden spullen nog 5 dagen op het station bewaard en daarna naar Utrecht gestuurd. Als de spullen niet meer op het desbetreffende station te vinden zijn, kan men via een formulier op internet of telefonisch melding doen. Daarnaast zijn er diverse websites voor gevonden en verloren voorwerpen in het algemeen.
Als de waardeschatting door de vinder voldoende hoog is, behoort deze aangifte doen van de vondst. Dit doet de vinder bij dezelfde soort instanties of websites als de rechtmatige eigenaar. De eerlijke vinder mag hierbij aangeven eigenaar te willen worden van het gevonden voorwerp als dit binnen 1 jaar niet wordt opgeëist. Hij mag het voorwerp, mits de waarde hooguit € 450 is, ook zelf in bewaring houden.
Betreffende instanties behoren de voorwerpen te bewaren en in conditie te houden. Grote instanties zoals gemeenten en NS bewaren voorwerpen slechts 3 maanden waarna deze worden geveild of verkocht. Dit in afwijking op de wet, waar een bewaarplicht van 1 jaar wordt genoemd. Reden voor deze beperking in termijn zijn de hoge kosten van opslag en conditionering.
Bij dieren kan wettelijk gezien na 2 weken worden gekozen om het dier te laten inslapen (afmaken). Feitelijk nemen zowel gemeenten als politie geen dieren in ontvangst. Zij verwijzen naar een dierenasiel of een vergelijkbare instantie.
Van rijkseigendommen zoals een rijbewijs kan de vinder uiteraard geen eigenaar worden.

### Koppeling van rechtmatige eigenaar en vinder
Bij een koppeling zal de rechtmatige eigenaar zijn eigendom terugkrijgen. Wettelijk gezien mag en kan de vinder een vindersloon verlangen. Dat kan hij via de rechter opeisen.

### Economische waarde
Totaalcijfers over gevonden en verloren voorwerpen in Nederland zijn er niet. Zeker is dat de NS duizenden voorwerpen per jaar gemeld krijgt, evenals gemeentes als Amsterdam. Wel staat vast dat deze groep 'voorwerpen' een aanzienlijke economische waarde vertegenwoordigen. Deze bestaat uit de volgende componenten:
1. Economische waarde van het voorwerp
2. Beloningswaarde
3. Vervangingswaarde
4. Proces- en beheerskosten bij gemeenten, andere instanties of websites.